# 奥州七観音
奥州七観音（おうしゅうななかんのん）は、旧陸奥国内（現在の福島県、宮城県、岩手県、青森県）にある7ヶ所の観音霊場。三迫の新長谷寺並びに六箇寺、六ヶ寺とも。
ここでは奥州七観音と関係の深い奥州三観音（田村三観音）や気仙三観音についても記述する。

## 歴史
奥州七観音は、東北地方の田村語りと密接な関係にある華足寺の縁起の中に寺名がみえる。地域的には奥浄瑠璃『田村三代記』が語られた宮城県、岩手県が中心となる。

### 『長谷寺霊験記』
古くは奈良県桜井市初瀬にある長谷寺の霊験譚が記された鎌倉時代前期の仏教説話集『長谷寺霊験記』に「三迫の新長谷寺」並びに「奥州の六箇寺」として所収されるは。
「田村将軍得馬勝軍建立新長谷寺事」は長谷信仰を伝え、各地に新長谷寺を建立した勧進聖たちによって創出、管理された説話である。主人公を「光り輝く馬」におき、舞台を「奥州三迫」としている背景には、当時の奥州が最大の産金地で、名馬の産地としても急成長する時代にあったことが挙げられる。これらの霊験譚は田村麻呂の事績と結び付いて創られた。奥州に入った長谷寺の勧進聖たちの活動を保証したのは、安倍氏の中枢にいた藤原経清であったと考えられる。

### 『風土記御用書出』
『長谷寺霊験記』の成立から約400年後に記された華足寺の縁起では「三迫の新長谷寺」並びに「奥州の六箇寺」の寺名がみられる。仙台藩が安永年間（1772年 - 1781年）にまとめた『風土記御用書出』の「華足寺書上」に「田村将軍様奥州七ヶ所観音御建立由来之事」として所収される。
「田村将軍様奥州七ヶ所観音御建立由来之事」は慶長17年（1612年）頃、華足寺に滞留していた旅の僧が、地元の古老2人から聞いたという縁起で、荒唐無稽な物語と考えていたが、のちに長谷寺に参拝したときに『長谷寺霊験記』を読んだところ、華足寺の縁起と酷似していたため、寛永17年（1640年）5月11日に郡奉行所に申し上げるよう鱒淵村肝煎の人々に武蔵国中野の宝仙寺から出した文書である。『長谷寺霊験記』では東夷が常陸国まで攻めてくるのに対し、華足寺の縁起では鬼神が鈴鹿山に攻め上がるとある。他にも坂上田村丸や鈴鹿御前など御伽草子の登場人物に置き換えられているなど、基本的構造は『長谷寺霊験記』を残しつつ、御伽草子など後代の作品と交流したことで、新らたな物語の挿入や改変がされている。
また「田村将軍様奥州七ヶ所観音御建立由来之事」では「三迫大嶽観音、涌谷箟嶽観音、湊牧山観音、水越観音、小迫観音、鱒淵華足寺馬頭観音、南部三戸長谷」と具体的に寺名が記される。『長谷寺霊験記』が創出された時代は奥州藤原氏が絶頂期を迎えた時期に当たるため、華足寺の縁起に登場する寺院は当時から実在していたと考えられる。

## 後世への影響
東北の田村語りは壮大なスケールで語られたことから、単独の寺院の縁起として独立して語られることはなく、東北地方の広範囲で人々の要求に応えるように七観音以外にも、各地の寺社と深い関係をもった。

### 奥州三観音
奥浄瑠璃『田村三代記』では箟嶽山、牧山、富山、大嶽山に大嶽丸の首、胴、足、手が埋められたという物語が創出された。いずれも田村麻呂創建の伝承を持ち、十一面観音を本尊としていた。
このうち首塚を築いて観音堂を建てた箟嶽山（箟峯寺）、胴塚を築いて観音堂を建てた牧山（梅渓寺）、足塚を築いて観音堂を建てた富山（大仰寺）は奥州三観音（田村三観音）と呼ばれる。また大嶽山（興福寺）は『長谷寺霊験記』での「三迫の新長谷寺」にあたる。

### 気仙三観音
大嶽丸の残党と目される三鬼（早虎、金丈、猪熊）の残党退治譚が記された気仙郡の猪川観音（長谷寺）、小友観音（常膳寺）、矢作観音（観音寺）の気仙三観音の勧進由来など、様々な縁起のバリエーションが創出された。これらの根底には『長谷寺霊験記』にみられる東北地方の観音信仰があった。

## 史実性の議論
仙台藩士・佐藤信要が寛保元年（1741年）に記した『封内名跡志』では、長谷大悲閣（長谷観音）について田村麻呂の観音には長谷寺を移したとあるものが多いが田村麻呂が信仰したのは山城清水寺であるとして「事実を弁せず妄りに田村の建というは尤も疑ふべし」、馬頭閣（鱒淵観音）について田村麻呂東征の時にこの地を通過したことは正史旧記に見えないとし「尤も疑ふべし」と断じている。また江戸時代の安永年間（1772年 - 1781年）に相原友直が仙台藩の風土を記した『平泉雑記』の「田村将軍建立堂社」でも、田村麻呂建立の観音は「大同2年」が多く、悉く信用が不足していると述べている。

## 奥州七観音の一覧

### 大嶽観音
- 大嶽山 興福寺（おおだけさん こうふくじ）
  - 宮城県登米市南方町本郷大嶽
  - 奥州七観音（新長谷寺）
  - 奥州三十三観音 第10番

『風土記御用書出』では大武の首を埋めて観音を建立したとある。奥浄瑠璃『田村三代記』では大嶽丸の手を埋めたと語られる。

### 箟岳観音
- 無夷山 箟峯寺（むいざん こんぽうじ）
  - 宮城県遠田郡涌谷町箟岳
  - 奥州七観音（六箇寺）
  - 奥州三観音（田村三観音）
  - 奥州三十三観音 第9番

『風土記御用書出』では大武の骸を埋めて観音を建立したとある。奥浄瑠璃『田村三代記』では大嶽丸が籠った「箟嶽山きりんが窟」として登場する。また首塚を築いて観音堂を建てたと語られる。箟峯寺の縁起では、延暦年間に延鎮が開基、大同年間に坂上田村麻呂が観音堂を建立して霧嶽山正福寺とし、嘉祥年間に慈覚大師が中興して無夷山箟峯寺と改めたと伝える。箟嶽山には洞窟がなく、霧嶽山正福寺の「キリ」から考え出されたものと思われる。文化7年、坂上田村麻呂一千年忌に牧山観音とともに供養塔が建立された。

### 牧山観音
- 兩峯山 梅渓寺（りょうほうざん ばいけいじ）
  - 宮城県石巻市湊
  - 奥州七観音（六箇寺）
  - 奥州三観音（田村三観音）
  - 奥州三十三観音 第8番

奥浄瑠璃『田村三代記』では胴塚を築いて観音堂を建てたと語られる。牧山はかつて石巻山、魔鬼山、龍巻山とも呼称され、石巻の地名の由来となった。牧山山頂の観音堂は明治の神仏分離で零羊崎神社となり、坂上田村麻呂像と悪玉御前像を伝え、十一面観音は近くの長禅寺に移された。文化7年、坂上田村麻呂一千年忌に箟岳観音とともに供養塔が建立された。魔鬼女の伝説も伝わる。

### 長谷観音
- 遮那山 長谷寺（しゃなさん ちょうこくじ）
  - 宮城県登米市中田町浅水
  - 奥州七観音（六箇寺）
  - 奥州三十三観音 第24番

### 小迫観音
- 楽峰山 勝大寺（らくほうざん しょうだいじ）
  - 宮城県栗原市金成小迫
  - 奥州七観音（六箇寺）
  - 奥州三十三観音 第22番

『封内名蹟志』にみられる勝大寺の略縁起では俊輔・俊仁・俊宗と、御伽草子の人物が登場している。江戸時代初期に草子群が巷で広まっていたため、当時『鈴鹿の草子』を読んだ知識人の手によって、以前からあった勝大寺の略縁起の主人公を改めたものと考えられる

### 鱒淵観音
- 竹峯山 華足寺（ちくぶざん けそくじ）
  - 宮城県登米市東和町米川
  - 奥州七観音（六箇寺）
  - 奥州三十三観音 第15番

### 三戸長谷
- 宝珠盛岡山 永福寺（ほうじゅもりおかさん えいふくじ）
  - 奥州七観音（六箇寺）
  - 盛岡五山

元は青森県三戸郡三戸町の名久井岳山腹にあった長谷寺。南部氏が三戸城から盛岡城へ居城を移すと長谷寺も同行したため、現在は塔頭（末寺院）の宝珠山恵光院が残るのみである。田村麻呂が建立した十一面観音堂に起源を持つ。

## 関係する伝承地

### 田村明王
- 鎮守山 泰平寺
  - 福島県郡山市田村町山中

田村麻呂が鎮守山泰平寺を建立し、本尊として大元帥明王像を安置したのが田村神社の元となる。「田村将軍様奥州七ヶ所観音御建立由来之事」で大元明王の法がおこなわれた田村明王。

### 富山観音
- 富春山 大仰寺（ふしゅんざん だいぎょうじ）
  - 宮城県宮城郡松島町手樽
  - 奥州三観音（田村三観音）
  - 奥州三十三観音 第7番

奥浄瑠璃『田村三代記』では足塚を築いて観音堂を建てたと語られる。坂上田村麻呂像が伝えられている。奥州七観音ではないものの牧山観音や箟岳観音とともに奥州三観音とされ、奥州七観音との関係性も深い。

### 猪川観音
- 龍福山 長谷寺
  - 岩手県大船渡市猪川町
  - 気仙三十三観音 第22番
  - 気仙三観音

奥州七観音に影響を受けて、大嶽丸の残党と目される三鬼のうち「金丈」の残党退治譚が創出された。

### 小友観音
- 鶏頭山 常膳寺
  - 岩手県陸前高田市小友町
  - 気仙三十三観音 第27番
  - 気仙三観音

奥州七観音に影響を受けて、大嶽丸の残党と目される三鬼のうち「早虎」の残党退治譚が創出された。

### 矢作観音
- 長谷山 観音寺
  - 岩手県陸前高田市矢作町
  - 気仙三十三観音 第7番
  - 気仙三観音

奥州七観音に影響を受けて、大嶽丸の残党と目される三鬼のうち「猪熊」の残党退治譚が創出された。

### 原典
1. ↑  『長谷寺霊験記』下 第5「田村将軍得馬勝軍建立新長谷寺事」
2. ↑  『風土記御用書出』「田村将軍様奥州七ヶ所観音御建立由来之事」